# Neuroleon (Neuroleon) telosensis
Neuroleon (Neuroleon) telosensis is een insect uit de familie van de mierenleeuwen (Myrmeleontidae), die tot de orde netvleugeligen (Neuroptera) behoort. 
Neuroleon (Neuroleon) telosensis is voor het eerst wetenschappelijk beschreven door Navás in 1929.